# Келехсаев, Владимир Ильич
Владимир Ильич Келехсаев (родился 10 июля 1958 года в Цинагаре) — российский государственный деятель, Главный федеральный инспектор по Республике Северная Осетия-Алания при полномочном представителе Президента Российской Федерации в Северо-Кавказском федеральном округе, полковник КГБ СССР и ФСБ.

## Биография

### Начало службы
Родился 10 июля 1958 года в селе Цинагар (ныне Амдзарин) Юго-Осетинской автономной области Грузинской ССР. Окончил Московское высшее командное Краснознаменное пограничное училище КГБ СССР, Академию ФСБ и Российскую академию государственной службы при Президенте РФ («государственное и муниципальное управление»). Кандидат политических наук. Службу в органах безопасности проходил с 1975 по 2014 годы, в группе «Альфа» (Седьмое управление КГБ СССР и Центр специального назначения ФСБ), имеет звание полковника. Участвовал в трёх вооружённых конфликтах СССР и России.

### События в Белом доме в 1993 году
Келехсаев стал известен благодаря своему участию в разрешении конфликта между Президентом РФ Борисом Ельциным и Верховным Советом. В ночь с 3 на 4 октября 1993 года Ельцин отдал приказ взять штурмом Белый дом, и эту информацию довели до спецподразделений «Альфа» и «Вымпел», угрожая в случае отказа выполнения приказа расформированием обоих подразделений. Однако спецназовцы приняли решение отказаться от применения силовых методов, не желая, чтобы в результате штурма погибли безоружные гражданские лица, и решили путём переговоров убедить защитников покинуть здание. Изначально на переговоры должен был идти командир группы «А» Геннадий Зайцев, однако, по словам полковника Сергея Милицкого, инициативу по переговорам взял на себя Келехсаев, откликнувшийся на предложение Ионы Андронова спецназовцам обратиться к депутатам. 
По словам Келехсаева, когда парламентёры входили в Белый дом, из здания мэрии неизвестные сделали пять выстрелов по группе переговорщиков; сам же Келехсаев, сложив оружие, спрятал в карманах несколько гранат на самый крайний случай. Записи речи Келехсаева не сохранилось, и её журналисты восстанавливали по памяти и по воспоминаниям очевидцев, часто расходясь в плане описания деталей. Со слов Келехсаева, он обещал от имени «Альфы» предоставить живой коридор из бойцов и вывести людей к автобусам или в город. Это предложение было принято, а защитники стали складывать оружие и выходить из Белого дома. Бойцы «Альфы» обеспечивали безопасность эвакуации, когда в 15:52 по дому открыли огонь танки Таманской дивизии от гостиницы «Украина», а со стороны площади Свободной России началась стрельба из пулемётов. Стрельба велась около 6 минут, а сторонники Ельцина, среди которых было много мародёров, в это время ввязались в драку и начали грабить находящиеся в здании Белого дома магазины — буйную толпу отогнали выстрелами защитники Белого дома. Действия Келехсаева в итоге помогли спасти жизни многих гражданских лиц, однако один из защитников, выскочивший с оружием в коридор, был застрелен бойцом «Альфы», поскольку создавал угрозу для сотрудников подразделения — Келехсаев предупредил всех, что в отношении тех, «кто подойдет ближе чем на пять метров к сотруднику подразделения или создаст опасность для жизни выходящих из здания людей», будет вестись стрельба на поражение. Часть покинувших Белый дом защитников не добралась до автобусов и столкнулась с сотрудниками ОМОНа, которые жестоко избивали попавших к ним людей.

### После 1993 года
Деятельность Келехсаева в ночь штурма Белого дома и разгона Верховного Совета легла в основу документального фильма «Отменивший войну», впервые продемонстрированного в ноябре 2019 года на московском кинофестивале «Лучезарный ангел». Режиссёром фильма выступил Николай Бурляев, который слышал ранее о действиях «Альфы», предотвративших множество жертв в октябре 1993 года, но при этом не встречался лично с Келехсаевым. Эта картина также открыла конкурсный показ XXI Кубанского фестиваля православных фильмов «Вечевой колокол» и была удостоена диплома в номинации «Лучший фильм о современных героях».
В 1997 году Келехсаев числился заместителем начальника 2-го отделения группы «А» ФСБ.
В августе 2018 года получил паспорт гражданина Республики Южная Осетия. С 26 ноября 2018 года назначен главным федеральным инспектором по Республике Северная Осетия — Алания в аппарате полномочного представителя Президента РФ в Северо-Кавказском федеральном округе, сменив на этом посту Андрея Бессонова.

### Награды
- орден «За заслуги перед Отечеством» III и IV степеней[1][2]
- орден «За личное мужество»[1][2] — награждён за участие в эвакуации защитников Белого дома[4]
- орден «За военные заслуги»[1][2]
- медаль ордена «За заслуги перед Отечеством» I и II степеней[2]
- медаль Суворова[2]
- орден Мужества[2]
- медаль «За отвагу»[2]